# Gameloft Live
Gameloft Live (estilizado como Live!) é o serviço online desenvolvido pela Gameloft para os jogos lançados nas plataformas Android, Windows Phone e iOS. O serviço também permite aos jogadores visualizarem rankings online em alguns jogos. Foi lançado em 2008 pela Gameloft.

## Jogos compatíveis
- Asphalt 5
- Asphalt 6: Adrenaline
- Asphalt 7: Heat
- Blades Of Fury
- Blitz Brigade
- Blokus
- Brain Challenge 2
- Brothers in Arms 2: Global Front
- Castle Frenzy
- Dungeon Hunter
- Earthworm Jim
- Fishing Kings
- Gangstar Miami Vindication
- Gangstar Rio: City of Saints
- GT Racing: Motor Academy
- Hero of Sparta II
- Iron Man 2
- Let's Golf
- Let's Golf! 2
- Modern Combat: Sandstorm
- Modern Combat 2: Black Pegasus
- Modern Combat 3: Fallen Nation
- Modern Combat 4: Zero Hour
- My Little Pony: Friendship Is Magic
- N.O.V.A.
- N.O.V.A. 2
- N.O.V.A. 3
- NFL 2011
- NFL Pro 2012
- Order & Chaos Online
- Pocket Chef
- Prince of Persia: Warrior Within
- Real Football 2010
- Sacred Odyssey: Rise of Ayden
- Shadow Guardian
- Shrek Forever After: The Game
- Skater Nation
- Starfront Collision
- Tom Clancy's H.A.W.X
- Tom Clancy's Rainbow Six: Shadow Vanguard
- Tom Clancy's Splinter Cell: Conviction
- Ultimate Spiderman
- Uno
- Zombie Infection